# Parrish Art Museum
Il Parrish Art Museum è un museo d'arte progettato da Herzog & de Meuron e si trova a Water Mill (New York) dove si è trasferito nel 2012 dal Southampton Village. 
Il Parrish Art Museum è stato fondato nel 1897. Il museo d'arte contiene una collezione permanente di oltre 3.000 opere d'arte dal diciannovesimo secolo ad oggi, incluse opere di pittori e scultori contemporanei come John Chamberlain, Chuck Chiudere, Eric Fischl, April Gornik, Donald Sultan, Elizabeth Peyton, così come d'arte moderna quali Dan Flavin, Roy Lichtenstein, Jackson Pollock, Lee Krasner, e Willem de Kooning. Il Parrish ospita tra le più importanti collezioni al mondo di opere del preminente dell'impressionista americano William Merritt Chase e del pittore realista americano del dopoguerra Fairfield Porter.